# Santa Cruz de El Seibo
Santa Cruz de El Seibo é uma cidade da República Dominicana pertencente à província de El Seibo.
Sua população estimada em 2012 era de 97 144 habitantes.